# الیاس باریمیل
الیاس باریمیل (انگلیسی: Elyas Barimil؛ زادهٔ ۱۸ آوریل ۲۰۰۱) بازیکن فوتبال است.
از باشگاه‌هایی که در آن بازی کرده‌است می‌توان به باشگاه ورزشی ام صلال اشاره کرد.